# Mohammed bin Hamad bin Khalifa Al Thani
El jeque Mohammed bin Hamad bin Khalifa Al Thani es miembro de la Casa Real de Thani. Es presidente del comité de la candidatura de Qatar 2022. Él es el hermano del emir de Catar, el jeque Tamim bin Hamad Al Thani y el hijo del ex emir de Catar, el jeque Hamad bin Jalifa Al Thani, con su segunda esposa, Mozah bint Nasser al-Missned. Destaca por su larga lista de contactos especialmente en el mundo de los fichajes, debido a su gran influencia en el mundo del fútbol asiático. 

## Primeros años y educación
Sheikh Mohammed tiene una Licenciatura en Política Internacional de la Escuela de Servicios Exteriores de la Universidad de Georgetown en Catar y una Maestría en Administración Pública de la Escuela de Gobierno John F. Kennedy de Harvard. Habla fluidamente francés, inglés y árabe.
Sheikh Mohammed es un excapitán del equipo ecuestre de Catar, y como tal, tuvo el honor de encender el caldero de los Juegos Asiáticos de Doha 2006 a caballo.
También fue presidente del comité que presentó la candidatura ganadora de Catar para ser sede de la Copa Mundial de la FIFA 2022.

## Oferta de la Copa Mundial de la FIFA
En 2010, Sheikh Mohammed lideró la candidatura de Catar para organizar la Copa Mundial de la FIFA 2022, liderando el equipo dinámico que traerá la Copa Mundial de la FIFA al Medio Oriente por primera vez. El equipo de candidatura fue el equipo más joven y uno de los únicos equipos "en colocar a una mujer, Sheikha Moza, en el centro de la presentación final, una acción que algunos analistas creen que impresionó al comité".
La victoria de Catar hizo mucho para impulsar el perfil global de la región. Será el país anfitrión más compacto para organizar la final desde que Uruguay organizó la primera Copa del Mundo en 1930. Los 8 estadios están ubicados dentro de un radio de 25 a 55 km.
El impacto en la entrega del estadio ha sido mínimo a pesar del bloqueo político y económico causado por la crisis diplomática de 2017-18 en Catar. La construcción avanza rápidamente en todos los sitios del estadio del torneo antes de la Copa Mundial de la FIFA Catar 2022.

## Carrera

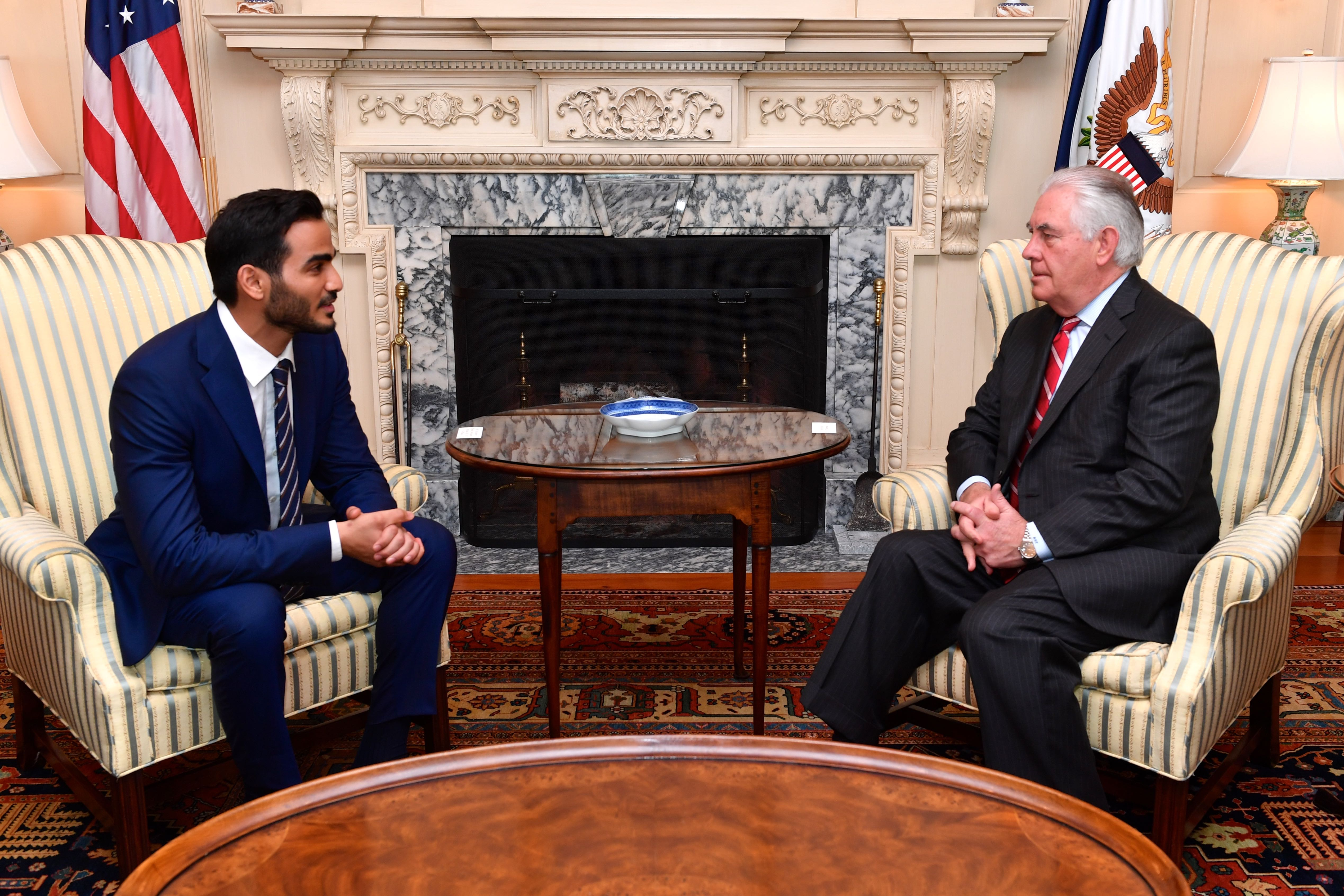
Mohammed bin Hamad junto a Rex Tillerson

Después de presidir el equipo de candidatura de la Copa Mundial de la FIFA Catar 2022 en 2010, Sheikh Mohammed pasó a ser el director Ejecutivo, miembro de la Junta y Copresidente del Comité Ejecutivo del Comité Supremo de Entrega y Legado del Estado de Catar, el organismo responsable de la supervisión y la entrega de los estadios y la infraestructura relacionada para la Copa Mundial de la FIFA 2022 de Catar. El comité está compuesto por un equipo diverso, con más de 40 nacionalidades representadas.
En 2017, Sheikh Mohammed fue nombrado para el cargo de Secretario de Su Alteza el Emir de Asuntos de Inversión, en cuya capacidad representa al Emir de Catar en conversaciones estratégicas e inversiones de alto nivel.